# Golden State League
La Golden State League fu una lega indipendente del baseball USA, operante in California. La lega inizialmente si pose come obiettivo otto squadre e considerò 10-12 potenziali siti, compresi Los Angeles, Sacramento, Palm Springs, Santa Barbara, San Luis Obispo, Oceanside, Oxnard, Rohnert Park, Chico, Fresno, Merced ed Henderson. Comunque iniziò con quattro squadre: Imperial Valley Brahmas, Antelope Valley Ravens, Yuma Desert Dawgs e una squadra itinerante, i Southern Nomadic Mariners (che avrebbero dovuto avere sede a Indio come Indio Lil' Devils, ma la città aveva strutture inadeguate).
Il progetto iniziale prevedeva come inizio il 1993, ma subito si presentarono degli ostacoli di tipo economico per il finanziamento di squadre e stadi. Piegata da difficoltà finanziarie l'apertura della stagione fu posticipata diverse volte dall'iniziale data del 31 marzo 1995. La lega fallì giusto una settimana dopo la sua partita di apertura, giocata il 16 giugno 1995 a Yuma.
Come nella maggior parte delle leghe indipendenti, i rosters della GSL includevano un mix di star dei licei e dei college e giocatori in cerca di lancio. Ex giocatori della MLB associati alla Golden State League furono il lanciatore Scott Taylor (Antelope Valley), precedentemente ai Red Sox, ed Ellis Valentine (manager dell'Antelope Valley), vincitore di un Gold Glove come interbase.